# Sclerasterias richardi
Sclerasterias richardi är en sjöstjärneart som först beskrevs av Perrier 1882.  Sclerasterias richardi ingår i släktet Sclerasterias och familjen trollsjöstjärnor. Inga underarter finns listade i Catalogue of Life.